# Волк и семеро козлят
«Волк и семеро козлят» (нем. Der Wolf und die sieben jungen Geißlein), Волк и козлятки, Волк и коза — сказка братьев Гримм, опубликованная в составе цикла сказок в 1812—1815 году. По системе классификации сказочных сюжетов Аарне—Томпсона имеет номер 123 («Волк и козлята») и следующее краткое описание сюжета: «в отсутствие матери волк съедает козлят; младший козлёнок спасается и всё рассказывает; коза распарывает волку брюхо, откуда выходят козлята».
Получила распространение в России в XIX веке, вошла в устное народное творчество и с некоторым изменением в сюжете получила статус «русской народной сказки». В таком качестве издавалась у Сытина. Известно русских вариантов — 20, украинских — 4, белорусских — 3. Известна литературная обработка Константина Ушинского.

## Сюжет
Жила-была мать-коза с семью детьми-козлятами. В русских вариантах козе часто (у Ушинского — ежедневно) приходиться уходить в поисках корма, оставляя козлят дома. Возвращаясь, она (по варианту из Липецкого уезда Тамбовщины и обработки Ушинского) пела козлятам следующую песню, дабы уведомить о своём приходе:

Козлятушки, детятушки,

Отомкнитеся, отопритеся!

Ваша мать пришла,

Молочка принесла… 

Также в русских вариантах описывается, как коза стала жить в своей избушке: ей было необходимо подходящее место для родов. В варианте из Липецкого уезда она пытается добиться разрешения родить у яблони и орешника, однако те, боясь, что плоды могут ушибить насмерть первенца, отказывают ей. А избушка радушно соглашается на просьбу козы.
Однажды, отлучаясь из дома, коза строго предупреждает своих козлят остерегаться волка, бродящего неподалёку. Волк, воспользовавшись удобным моментом, стучится к козлятам и пытается выдать себя за их мать (в русских вариантах также поёт песенку козы). Те сразу подозревают неладное, поскольку у их матери голос мягкий, а у него — грубый, и отказывают волку войти. Волк пытается смягчить свой голос: у Гримм он съедает кусок мела, купленный у лавочника. В других вариантах, известных в том числе и по русским народным версиям, кузнец выковывает волку новое — певучее — горло. Однако козлята всё равно не пускают его: потребовав просунуть в щёлку кончик передней ноги, они заявляют, что у их матери шерсть белая, а не чёрная, как у него на лапах. Тот идёт на мельницу и пачкает лапы в муке. Теперь козлята впускают волка, который тут же съедает их всех, кроме самого маленького, спрятавшегося в печке (в английской версии сказки — в футляре часов). В русских вариантах сцена с маскировкой волком своих лап в муке опускается, и козлята впускают волка сразу же после того, как он приходит с новым голосом.
Вернувшись домой, мать-коза видит разгром, учинённый волком, и спасшегося самого маленького козлёнка, который рассказывает ей о произошедшем. Она отправляется за волком вместе с ним. У Гримм коза с козлёнком находят волка, спящего с набитым желудком, в котором что-то копошится. Мать-коза вспарывает волку живот, откуда появляются живыми и невредимыми шесть козлят, после чего заполняет живот камнями и удаляется. Через какое-то время волк просыпается, и почувствовав тяжесть в брюхе, решает попить воды в ключе, однако из-за тяжести камней от отступается и тонет. Коза с козлятами же празднуют гибель волка. В русских вариантах коза, встретив волка, предлагает ему посоревноваться в прыжках через большой костёр или яму с горящими кольями. Тот соглашается. Коза перепрыгнула через пламя, а волк падает прямо в огонь и сгорает заживо. В некоторых версиях прямо из лопнувшего волчьего брюха выскакивают остальные козлята.
В варианте, записанном в Липецком уезде, после трагедии коза с оставшимся козлёнком, решает отомстить волку, и, нажарив блинов, говорит своей знакомой, куме-лисе пригласить волка на следующий день в гости. После того, как блины были успешно съедены, коза предлагает гостям сыграть в её любимую игру — прыгать через отверстие в полу (откуда коза вытащила доску) «скоро и без отдышки». Коза и лиса с лёгкостью перепрыгивают, а растолстевший волк падает в подпол с расставленными здесь горячими углями и железными «тычками», то есть гвоздями, где и погибает.

## Экранизации
- Волк и семеро козлят (1938) — советский кукольный мультфильм Сарры Мокиль.
- Волк и семеро козлят (1957) — советский рисованный мультфильм Петра Носова.
- Волк и семеро козлят на новый лад (1975) — советский кукольный музыкальный мультфильм Леонида Аристова.
- Мама (1976) — советско-румынско-французский музыкальный фильм Элизабеты Бостан.
- Kecat dhe ujku (1982) — албанский рисованный мультфильм Национального центра кинематографии Артура Даути[6].
- «Волк и семеро козлят» — первая серия российского мультсериала «Машины сказки» (2011 г.).